# Corgatha nabalua
Corgatha nabalua là một loài bướm đêm trong họ Erebidae.